# The Sweet
The Sweet (auch einfach Sweet) ist eine britische Rockband, die in der Originalbesetzung Brian Connolly, Mick Tucker, Steve Priest und Andy Scott mit Hits wie The Ballroom Blitz, Teenage Rampage, Blockbuster! oder Fox on the Run eine der erfolgreichsten Glam-Rock-Gruppen der 1970er Jahre war. So landeten sie 1975 ihren achten Titel an der Spitze der deutschen Charts, was bis dahin nur den Beatles gelungen war. Bis heute ist Sweet unter Leitung von Andy Scott, dem letzten lebenden Mitglied der erfolgreichen Besetzung der 1970er Jahre, auf Tour.

## Geschichte
Die Band stammte aus dem englischen Middlesex, nannte sich ursprünglich Sweetshop und trat bis 1970 sowohl in Clubs als auch in Diskotheken auf. Nach ersten erfolglosen Plattenaufnahmen wie Lollipop Man (September 1969), All You'’l Ever Get from Me (Januar 1970) sowie dem Archies-Cover Get on the Line (Juni 1970) und einem gekündigten Plattenvertrag holte der Produzent und ehemalige Schlagzeuger Phil Wainman die Musiker ins Studio.
Mit einer Serie von Hits aus der Feder von Mike Chapman und Nicky Chinn gelang der Gruppe der Einstieg in die deutschen Charts. Bereits die zweite Single dieser Zusammenarbeit, Co-Co, landete in Deutschland auf Platz eins und in Großbritannien auf Platz zwei. Nach weiteren Singles im Jahr 1972 wie Poppa Joe, Little Willy und Wig-Wam Bam wurde der Formation ab 1973 ein härteres Image als Glamrock-Band nebst entsprechendem Hit-Material verpasst. Ganz auf der modischen Höhe der Zeit folgten mit Blockbuster! – 1973 der größte Erfolg für Sweet in Großbritannien –, Hell Raiser, The Ballroom Blitz und Teenage Rampage Rockhymnen, die mit Sirenen und Donnerschlag aufgepeppt alle die Spitze der Charts erreichten.
In der Folgezeit ließ der Erfolg nach, und die Bandmitglieder wollten sich verstärkt mit eigenen Stücken einbringen. Auf den LPs und B-Seiten der meisten Singles waren sie bereits derart vertreten. Die erste selbstverfasste Single hieß Fox on the Run, und der Song war zunächst nur als Rocksong auf der LP Desolation Boulevard zu hören. Die Single und eine überarbeitete LP mit der neuen Version kam kurze Zeit später auf den Markt. Das Album Sweet Fanny Adams war der erste Tonträger, bei dem das „The“ im Namen der Gruppe nicht mehr auftauchte. Sweet brachte weitere LPs wie Give Us a Wink mit Songs wie Cockroach, The Lies in Your Eyes, Healer und Action sowie Off the Record mit Songs wie The Fever of Love, Lost Angels und Windy City heraus. Anschließend wechselte man die Plattenfirma: Die LP Level Headed erschien bei Polydor bzw. in Japan und den USA bei Capitol. Von ihr stammt die Single Love is like Oxygen, die 1978 die Top Ten in Deutschland, Großbritannien und den USA erreichte. 
Insgesamt hatten Sweet in Deutschland 16 Hits in den Top Ten, von denen acht den ersten Platz belegten. In den offiziellen UK-Single-Charts erreichte nur Blockbuster! die Nummer eins, allerdings kamen fünf weitere Singles bis auf den zweiten Platz.
Schließlich zerbrach die klassische Bandbesetzung – nicht zuletzt wegen des alkoholbedingt schlechten Gesundheitszustands des Sängers Brian Connolly, der die Band 1979 verließ. Die verbliebenen Mitglieder veröffentlichten die LP Cut above the Rest. In derselben Besetzung erschienen noch Water’s Edge – in den USA schlicht Six betitelt –, und schließlich in Deutschland und Südamerika die LP Identity Crisis. Laut Steve Priest fand das letzte Konzert dieser Besetzung am 20. März 1981 in der Glasgow University statt.

## Folgezeit

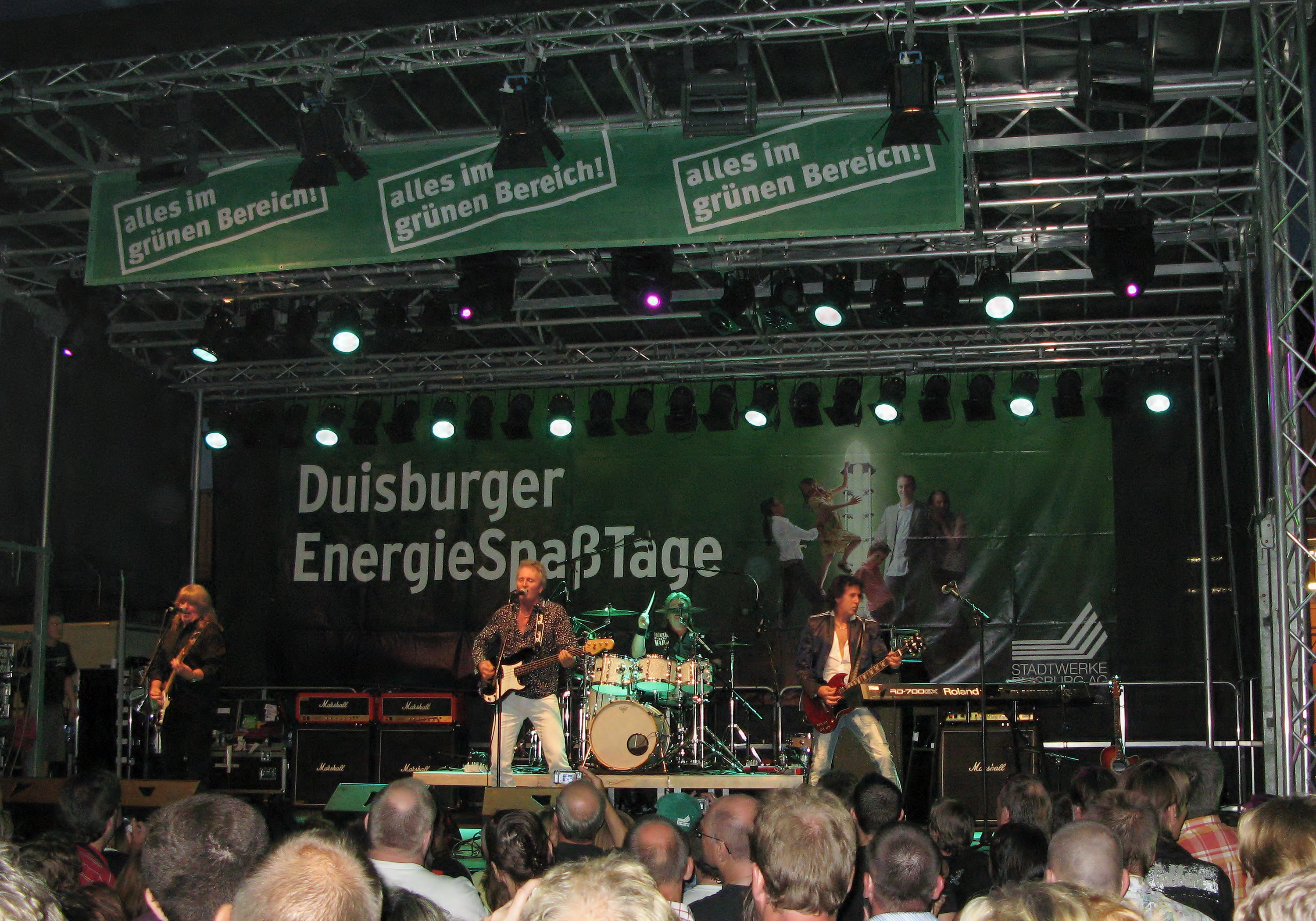
The Sweet (2009)

Brian Connolly veröffentlichte drei erfolglose Singles. Auch eine in den 1980ern veröffentlichte LP hatte nur mäßige Verkaufszahlen. Daneben gründete er die Band New Sweet und war mit oft bei den immer beliebter werdenden Oldieshows zu Gast, wo er Sweet-Stücke aus der Frühphase der Band wie Little Willy oder Wig-Wam Bam spielte, während The Sweet mit Mick Tucker und Andy Scott weiterhin auf großen Bühnen auftraten.
1990 kam die Originalbesetzung mit Brian Connolly, Andy Scott, Steve Priest und Mick Tucker für eine Pressekonferenz und eine Autogrammstunde bei Tower Records in London zusammen. Vor laufender Kamera wurde über die Möglichkeit einer Reunion gesprochen, die jedoch nie zustande kam.
1994 spielten Priest und Connolly spontan auf der Hochzeit von Priests Tochter Lisa die Songs Fox on the Run und Action. Brian Connolly starb 1997; im Folgejahr trat Steve Priest als Gast mit Andy Scott’s Sweet bei einem Gedenkkonzert für ihn auf.
1991 verließ Mick Tucker die Band aus gesundheitlichen Gründen; er starb 2002. Andy Scott tritt weiterhin mit Andy Scott’s Sweet auf. Zudem betätigt er sich seither auch noch als Produzent. Scotts Bandformation veröffentlichte neben diversen Singles, CD-Zusammenstellungen und DVDs auch die Alben Live at the Marquee (1989), A (1992), Glitz, Blitz & Hitz!, Sweetlife (2002) und New York Connection (2012). Seit 2019 übernimmt Paul Manzi den Leadgesang.
Auch Steve Priest betrieb von 2008 bis zu seinem Tode 2020 seine eigene Sweet-Formation, mit der er neben diversen Sampler-Beiträgen auch ein Live-Album veröffentlichte. Als in Kalifornien Ansässiger bediente Priest mit Live-Konzerten den amerikanischen Kontinent, in dem Scotts Formation nicht präsent war.
2016 wurde The Ballroom Blitz für den dritten Trailer des Films Suicide Squad aus dem DC Extended Universe genutzt. Im selben Jahr wurde ebenfalls der Song Fox on the Run für den zweiten Trailer des Marvel-Films Guardians of the Galaxy Vol. 2 verwendet.

## Originalbesetzung
- Brian Connolly, Gesang (* 5. Oktober 1945 in Glasgow, Schottland; † 9. Februar 1997). Er starb in einem Londoner Krankenhaus an den Folgen eines Nierenversagens; zuvor hatte er mehrere Herzinfarkte.
- Andy Scott, Gitarre (* 30. Juni 1949 in Wrexham, Wales). Vor Scotts Einstieg 1970 hatte Gitarrist Mick Stewart in den Jahren 1969 und 1970 drei erfolglose Singles eingespielt. Erster Gitarrist war das Gründungsmitglied Frank Torpey, der die Band nach der Debütsingle Slow Motion (1968) verließ.
- Steve Priest, Bass (* 23. Februar 1948 in Hayes; † 4. Juni 2020). Nachdem Brian Connolly die Gruppe verlassen hatte, übernahm Priest zusammen mit Scott 1979 auch den Gesangspart. Später ging er in die USA und zog sich für lange Zeit aus der Musikwelt zurück.
- Mick Tucker, Schlagzeug (* 17. Juli 1947 in London, † 14. Februar 2002) verließ die Gruppe 1991. Er starb in Welwyn Garden City, Hertfordshire an Leukämie.[13]

## Diskografie
Studioalben

| Jahr | Titel Musiklabel                                | Höchstplatzierung, Gesamtwochen/‑monate, AuszeichnungChartplatzierungen (Jahr, Titel, Musiklabel, Platzierungen, Wochen/Monate, Auszeichnungen, Anmerkungen) | Höchstplatzierung, Gesamtwochen/‑monate, AuszeichnungChartplatzierungen (Jahr, Titel, Musiklabel, Platzierungen, Wochen/Monate, Auszeichnungen, Anmerkungen) | Höchstplatzierung, Gesamtwochen/‑monate, AuszeichnungChartplatzierungen (Jahr, Titel, Musiklabel, Platzierungen, Wochen/Monate, Auszeichnungen, Anmerkungen) | Höchstplatzierung, Gesamtwochen/‑monate, AuszeichnungChartplatzierungen (Jahr, Titel, Musiklabel, Platzierungen, Wochen/Monate, Auszeichnungen, Anmerkungen) | Höchstplatzierung, Gesamtwochen/‑monate, AuszeichnungChartplatzierungen (Jahr, Titel, Musiklabel, Platzierungen, Wochen/Monate, Auszeichnungen, Anmerkungen) | Anmerkungen                                                |
| Jahr | Titel Musiklabel                                | DE | AT | CH | UK | US | Anmerkungen                                                |
| ---- | ----------------------------------------------- | --- | --- | --- | --- | --- | ---------------------------------------------------------- |
| 1971 | Funny How Sweet Co-Co Can Be RCA Records        | — | — | — | — | — | Erstveröffentlichung: 26. November 1971                    |
| 1974 | Sweet Fanny Adams RCA Records                   | DE2 (2½ Mt.)DE | AT6 (3 Mt.)AT | — | UK27 Gold · (2 Wo.)UK | — | Erstveröffentlichung: April 1974 Verkäufe: + 100.000       |
| 1974 | Desolation Boulevard RCA Records                | DE9 (2 Mt.)DE | — | — | UK— SilberUK | US25 Gold · (44 Wo.)US | Erstveröffentlichung: 1. November 1974 Verkäufe: + 610.000 |
| 1976 | Give Us a Wink RCA Records                      | DE9 (1 Mt.)DE | — | — | — | US27 (13 Wo.)US | Erstveröffentlichung: 16. Februar 1976                     |
| 1977 | Off the Record RCA Records                      | DE11 (2 Mt.)DE | AT5 (1 Mt.)AT | — | — | US151 (4 Wo.)US | Erstveröffentlichung: April 1977                           |
| 1978 | Level Headed Polydor                            | DE15 (1½ Mt.)DE | AT17 (1 Mt.)AT | — | — | US52 (28 Wo.)US | Erstveröffentlichung: Januar 1978                          |
| 1979 | Cut Above the Rest Polydor                      | DE49 (2 Wo.)DE | — | — | — | US151 (5 Wo.)US | Erstveröffentlichung: März 1979                            |
| 1980 | Water’s Edge auch bekannt als: Sweet VI Polydor | — | — | — | — | — | Erstveröffentlichung: April 1980                           |
| 1982 | Identity Crisis Polydor                         | — | — | — | — | — | Erstveröffentlichung: November 1982                        |
| 1992 | A SPV Records                                   | — | — | — | — | — | Erstveröffentlichung: 1992                                 |
| 2002 | SweetLife Delicious Records                     | — | — | — | — | — | Erstveröffentlichung: 29. April 2002                       |
| 2012 | New York Connection Selbstverlag                | — | — | — | — | — | Erstveröffentlichung: 27. April 2012                       |
| 2024 | Full Circle Metalville                          | DE19 (1 Wo.)DE | AT38 (1 Wo.)AT | CH30 (1 Wo.)CH | — | — | Erstveröffentlichung: 20. September 2024                   |

grau schraffiert: keine Chartdaten aus diesem Jahr verfügbar